# Jamie George
Pour les articles homonymes, voir George.

a Compétitions nationales et continentales officielles uniquement.

b Matchs officiels uniquement.
Dernière mise à jour le 20 août 2023.
Jamie Edward George, né le 20 octobre 1990 à Welwyn Garden City, est un joueur international anglais de rugby à XV qui joue au poste de talonneur aux Saracens.
Il commence sa carrière professionnelle avec le Saracens en 2009, avec qui il remporte le Championnat d'Angleterre à six reprises en 2011, 2015, 2016, 2018, 2019 et 2023, trois fois la Coupe d'Europe en 2016, 2017 et 2019 et une fois la Coupe anglo-galloise en 2015. Malgré la rétrogradation de son équipe en deuxième division en 2020, il reste fidèle à son club formateur et l'aide à remonter en première division dès la saison suivante en terminant champion de Championship.
Il est également international anglais depuis 2015. Avec le XV de la Rose, il remporte trois Tournoi des Six Nations en 2016, 2017 et 2020, la Coupe d'automne des nations en 2020 et atteint la finale de la Coupe du monde en 2019 qu'il perd face à l'Afrique du Sud.
Il compte aussi trois capes avec les Lions britanniques et irlandais qu'il a obtenu en 2017.

## Biographie

### Jeunesse et formation
Jamie George naît le 20 octobre 1990 à Welwyn Garden City, en Angleterre. Son père Ian George, est un ancien joueur de rugby à XV, ayant joué pour Northampton, les London Welsh et les Barbarians. Durant sa jeunesse, Jamie George grandit à Hertford et joue au rugby à XV pour l'équipe locale du Hertford RFC (en), jusqu'à ce qu'il rejoigne le centre de formation des Saracens à l'âge de 14 ans,.
Il a étudié au Haileybury and Imperial Service College (en), où il était capitaine de l'équipe première de rugby à XV pendant deux ans. Il a aussi représenté l'Angleterre avec les moins de 16 ans, 18 ans et 20 ans. Avec les moins de 20 ans, il participe aux Championnat du monde junior en 2009, où il est battu en finale par la Nouvelle-Zélande, et 2010, ainsi qu'aux Tournoi des Six Nations des moins de 20 ans des mêmes années.
Durant la saison 2008-2009, il est prêté par les Saracens aux Southend Saxons (en), un club des divisions inférieures anglaise. Ses bonnes performances attirent l'attention de son entraîneur aux Saracens qui compte sur lui pour l'avenir.

### Débuts professionnels et premier titre (2009-2014)
Jamie George fait ses débuts professionnels avec son club formateur le 13 novembre 2009, lors d'un match de Coupe anglo-galloise contre les Northampton Saints, lorsqu'il entre en jeu à la 67e minute à la place d'Ethienne Reynecke (en). Son équipe est battue 19 à 3,. Il s'agit de son seul match de la saison.
Il gagne beaucoup de temps de jeu la saison suivante, en 2010-2011 durant laquelle il joue vingt rencontres toutes compétitions confondues, dont quatre en tant que titulaire, bien qu'étant principalement utilisé comme doublure de Schalk Brits ou John Smit,. Cette saison, les Saracens atteignent la finale du championnat durant laquelle ils affrontent Leicester. Pour cette rencontre, Jamie George est sur le banc des remplaçants, le titulaire étant Brits, et n'entre pas en jeu. Les siens l'emportent 22-18, et George remporte le premier titre de sa carrière.
Durant les saisons 2011-2012 et 2012-2013, il continue d'avoir du temps de jeu tout en étant remplaçant de Brits et Smit, malgré son potentiel. Durant la saison 2013-2014, il profite du départ à la retraite de John Smit pour jouer plus et bousculer la hiérarchie au poste de talonneur dans son club. Cette saison, il progresse beaucoup, est bien plus souvent titulaire et se partage le temps de jeu avec Schalk Brits. Il est également appelé avec l'équipe réserve de l'Angleterre, les England Saxons à la mi-saison,. Ensuite, les Saracens se qualifient dans un premier temps en finale de la Coupe d'Europe. Pour cette rencontre face au RC Toulon, Jamie George débute sur le banc puis remplace Brits à la 69e minute de jeu. Les Français l'emportent toutefois 23 à 6,. Une semaine plus tard, les Sarries affrontent Northampton en finale du championnat. George commence une fois de plus la partie en tant que remplaçant et entre en jeu en cours de partie, durant les prolongation, à la place de Billy Vunipola. Les Saints s'imposent en toute fin de match 24 à 20 et les Saracens perdent leur seconde finale de la saison.

### Champion d'Angleterre puis débuts internationaux en 2015
Au cours de la saison 2014-2015, Jamie George profite d'une grave blessure au genou de son principal concurrent au poste de talonneur, Schalk Brits, pour devenir le titulaire à ce poste aux Saracens. Cette situation lui permet de jouer beaucoup plus que les années précédentes et de se montrer en approche de la Coupe du monde 2015. Il réalise une très bonne saison et a bien remplit son rôle de doublure en l'absence de Brits qui était pourtant le numéro un. George est même considéré comme étant l'un des meilleurs talonneurs d'Angleterre à l'issue de cette saison,. Les Saracens atteignent la demi-finale de Coupe d'Europe durant laquelle ils sont éliminés par l'ASM Clermont. En championnat ils sont de nouveau finalistes, et affrontent Bath. Pour ce match, Jamie George est titulaire et marque l'un des trois essais de la rencontre à la 13e minute de jeu, après une interception de passe. Les Saracens s'imposent finalement 28 à 16 et sont champions d'Angleterre pour la deuxième fois de leur histoire, après 2011,. La veille de cette finale, Jamie George avait été appelé pour la première fois en équipe d'Angleterre, dans un groupe élargi pour préparer la Coupe du monde 2015. Il y remplace Dylan Hartley, suspendu plusieurs matchs pour un coup de boule sur Jamie George justement, lors de la demi-finale de Premiership,. À la fin de cette saison, il est nommé dans l'équipe type de cette édition du championnat anglais.
Trois mois après sa première convocation en équipe nationale, il connaît sa première cape le 28 août 2015, lors d'un match de préparation au mondial, contre la France. Il entre en jeu à la 48e minute en remplacement de Tom Youngs, mais les Anglais sont battus 25 à 20,. Il entre également en jeu à la place de Youngs durant le match de préparation suivant, le dernier avant le mondial, une victoire 21-13 face à l'Irlande. À la suite de ces matchs, il est retenu par Stuart Lancaster, le sélectionneur anglais, dans le groupe final pour la Coupe du monde. Il devance Luke Cowan-Dickie avec qui il était en concurrence pour être le troisième talonneur de l'équipe. Durant la compétition, Jamie George ne prend part qu'à une seule rencontre, la quatrième et dernière journée de la phase de poule face à l'Uruguay, lorsqu'il remplace Tom Youngs en seconde période et les siens s'imposent largement sur le score de 60 à 3. Après cette rencontre, l'Angleterre termine à la troisième place de sa poule et est donc éliminée de la compétition.

### Domination du rugby anglais et européen (2016-2020)
De retour de la Coupe du monde, Jamie George entame la saison 2015-2016 avec son club à partir du mois de décembre. Un mois plus tard, il est de nouveau appelé avec l'Angleterre, par le nouveau sélectionneur Eddie Jones, pour participer au Tournoi des Six Nations 2016. Il joue les trois premiers matchs du tournoi en tant que remplaçant de Dylan Hartley et entre en cours de jeu à chaque fois, avant de se blesser au biceps. Il manque ainsi les deux dernières confrontations du tournoi et est remplacé par Luke Cowan-Dickie. Malgré son absence, les Anglais remportent le tournoi en réalisant le Grand Chelem. Jamie George remporte alors son premier trophée en équipe nationale. Puis, il revient sur les terrains pour la dernière journée de la saison régulière de Premiership face à Worcester. La semaine suivante, les Saracens jouent la finale de la Coupe d'Europe contre le Racing 92. Jamie George remplace Schalk Brits en cours de partie ; les Sarries s'imposent 21-9 et sont champions d'Europe pour la première fois de leur histoire,. Ensuite, le club bat Leicester en demi-finale de championnat et se qualifie donc en finale, où il affronte les Exeter Chiefs. Encore une fois Brits est titulaire et George le remplace en deuxième mi-temps, et son équipe s'impose face aux Chiefs sur le score de 28 à 20,. Cette saison, Jamie George a joué dix-neuf rencontres toutes compétitions confondues avec son club, dont douze titularisations et marqué deux essais.
Durant l'intersaison, il est sélectionné avec le XV de la Rose pour la tournée d'été en Australie. Il joue deux des trois matchs face aux Wallabies, toujours en tant que remplaçant de Dylan Hartley. Les Anglais remportent ces deux rencontres 23 à 7 et 44 à 40.
Il commence ensuite la saison 2016-2017 toujours en concurrence avec le Sud-Africain Schalk Brits. Il réalise un très bon début de saison durant lequel il marque cinq essais en six matchs de championnat. Il forme, avec Mako Vunipola et Juan Figallo ou Petrus du Plessis, une très bonne première ligne. Au mois d'octobre, il rejoint la sélection anglaise pour la tournée d'automne. Il joue les quatre matchs de son pays, contre l'Afrique du Sud, les Fidji, l'Argentine et l'Australie en entrant en jeu à la place de Hartley à chaque fois,. Ensuite, après quelques matchs avec son club il fait son retour en équipe nationale pour le Tournoi des Six Nations 2017. Il joue les cinq matchs de la compétition que son équipe remporte grâce à quatre victoires,. Jamie George remporte son deuxième Tournoi des Six Nations consécutif. Avec les Saracens, il atteint dans un premier temps la finale de la Coupe d'Europe pour la seconde année consécutive. Les Anglais affrontent cette fois-ci l'ASM Clermont. Jamie George est titulaire en première ligne accompagné par Mako Vunipola et Vincent Koch et son équipe s'impose une fois de plus, sur le score de 17-28,. En championnat, les Saracens sont éliminés aux portes de la finale par Exeter, une défaite 18-16. À l'issue de la saison, il est nommé dans l'équipe type de Premiership.
Après cette saison, il est sélectionné pour la première fois de sa carrière avec les Lions britanniques et irlandais par Warren Gatland pour la tournée de 2017. À son poste, sont aussi appelés Rory Best et Ken Owens. Il est titularisé pour les trois matchs face à la Nouvelle-Zélande,.
Jamie George commence ensuite bien la saison 2017-2018 ; il inscrit notamment un triplé face aux Wasps lors de la sixième journée de championnat, permettant à son équipe de l'emporter 38-19. Il est ensuite appelé en sélection pour les match amicaux d'automne 2017. Il joue les deux premières rencontres en tant que remplaçant de Hartley avant de connaître la première titularisation de sa carrière avec son pays, face aux Samoa, pour sa vingtième cape. Quelque temps plus tard, il est de nouveau sélectionné pour le Tournoi des Six Nations 2018. Il joue tous les matchs de cette compétition où l'Angleterre termine cinquième. Ensuite, avec les Saracens, il est éliminé en quarts de finale de Coupe d'Europe par le Leinster. Cependant, le club se qualifie en finale du championnat et affronte Exeter. Pour ce match Jamie George est titularisé, joue 61 minutes avant d'être remplacé en seconde période, et son équipe l'emporte pour la troisième fois en quatre ans, grâce à une victoire 10-27,. Il participe donc à 23 rencontres dont 18 en tant que titulaire malgré l'arrivée de Christopher Tolofua en provenance du Stade toulousain venant le concurrencer,.
Au mois de juin 2018, Jamie George est sélectionné en équipe d'Angleterre pour la tournée estivale en Afrique du Sud. Avec l'absence de Hartley, il devient le titulaire au poste de talonneur,. Il commence ainsi les trois rencontres face aux Springboks, deux défaites et une victoire,.
La saison suivante, en 2018-2019, avec le départ de Brits et magré la présence de Tolofua, Jamie George reste le numéro un au poste de talonneur, sans que le français n'arrive à s'imposer et à lui prendre la place,. Les Saracens se qualifient dans un premier temps en finale de la Coupe d'Europe et affrontent les Irlandais du Leinster. George est titulaire en première ligne avec Mako Vunipola et Titi Lamositele et joue l'intégralité de la rencontre qui se termine par une victoire des siens 20 à 10,. Il remporte ainsi cette compétition pour la troisième fois de sa carrière. De même en championnat, les Saracens atteignent la finale où ils jouent une fois de plus contre Exeter. George est de nouveau titulaire, cette fois accompagné par Richard Barrington (en) et Vincent Koch en première ligne et inscrit deux essais dont celui de la victoire à quatre minutes de la fin. Comme l'an passé, son équipe l'emporte sur le score de 34 à 37,. Il est également nommé dans l'équipe type de la saison en Premiership. Avec le XV de la Rose, il participe aux tests internationaux d'automne 2018, durant lesquels il joue les quatre matchs de son pays. Il est ensuite convoqué pour le Tournoi des Six Nations 2019. Il joue tous les matchs du tournoi en tant que titulaire, marquant un essai contre l'Italie. Les Anglais terminent à la deuxième place derrière le pays de Galles qui réalise le Grand Chelem.
En juillet 2019, Jamie George est sélectionné en équipe nationale pour préparer la Coupe du monde 2019. Il joue trois matchs amicaux durant l'été, avant d'être appelé dans le groupe définitif de 31 joueurs pour le mondial. Dès le premier match de son pays dans la compétition, il est titulaire, inscrit un essai face aux Tonga et son équipe s'impose 35-3. Il est ensuite mis au repos par son entraîneur pour le deuxième match face aux États-Unis puis retrouve sa place dans le XV de départ pour la rencontre face à l'Argentine remportée par les Anglais, qui se qualifient donc pour les phases finales de la compétition. En quarts de finale contre l'Australie, George est toujours le titulaire à son poste et les siens l'emportent 40 à 16. Les Anglais éliminent ensuite la Nouvelle-Zélande avant de retrouver l'Afrique du Sud en finale. Pour cette rencontre, Jamie George est toujours titulaire en première ligne aux côtés de Mako Vunipola et Kyle Sinckler et joue 59 minutes avant d'être remplacé par Luke Cowan-Dickie. Le XV de la Rose est cependant battu en finale par les Springboks sur le score de 32 à 12,.

### Descente en deuxième division et retour au sommet (2020-2023)
À l'issue de cette Coupe du monde, Jamie George entame la saison 2019-2020 avec les Saracens. Deux mois après il fait son retour en sélection pour le Tournoi des Six Nations 2020. Il est titularisé pour chaque rencontres du tournoi que son pays remporte en devançant de justesse la France,. De retour en club, malgré une bonne saison sur le plan sportif, les Saracens sont relégués administrativement en deuxième division à partir de la saison suivante à cause du non-respect du plafond salarial. Malgré la descente de son club, Jamie George, alors âgé de 29 ans, reste fidèle à celui-ci et prolonge même son contrat de trois saisons. Il joue ainsi la saison 2020-2021 en Championship, la deuxième division anglaise. Il participe à neuf rencontres de championnat, qui voit son équipe se qualifier en finale. Les Sarries affrontent les Ealing Trailfinders et s'imposent facilement 60-0 à l'aller et 57-15 au retour avec un essai de George à chacun de ces matchs. Les Saracens sont donc de retour en première division après seulement une saison jouée à l'échelon inférieur. Aussi, fin 2020, il joue la Coupe d'automne des nations avec l'Angleterre. Il marque notamment un triplé lors du premier match face à la Géorgie, une victoire 40-0. Il devient alors le premier talonneur à marquer un triplé avec le XV de la Rose. Il joue ensuite les autres matchs de la compétition, dont la finale remportée face à la France. Puis, il est appelé pour le Tournoi des Six Nations 2021, durant lequel il joue tous les matchs alternant avec Luke Cowan-Dickie pour la place de titulaire à son poste. Les Anglais terminent à la cinquième place. Enfin, à la fin de la saison 2020-2021, il est sélectionné pour la tournée des Lions britanniques et irlandais en Afrique du Sud. Il participe à une rencontre amicale face au Japon, mais ne participe pas aux matchs officiels de la tournée face aux Springboks.
En 2021-2022, pour le retour des Saracens dans l'élite du rugby anglais, il marque quatre essais lors des six premières journée de championnat. Puis, à la surprise générale, il n'est pas sélectionné en équipe nationale pour les tests internationaux d'automne 2021. Cependant, avec la blessure de Cowan-Dickie, il fait son retour en sélection et est titularisé pour une rencontre face aux Tonga,. Il marque deux essais et son équipe s'impose très largement 63-9. Il participe aussi au match suivant remporté 32-15 contre l'Australie. Ensuite, il est appelé pour participer au Tournoi des Six Nations 2022. Il joue les cinq matchs et marque deux essais dans ce tournoi où son pays termine en troisième position. Avec les Saracens, il est éliminé en demi-finale du Challenge européen par le RC Toulon. Cependant, en championnat ils retrouvent la finale de la compétition, trois ans après leur dernière, après avoir éliminé les Harlequins champions en titre. Pour cette nouvelle finale face à Leicester, George est encore une fois titulaire en première ligne, accompagné par Mako Vunipola et Vincent Koch et joue toute la partie. Finalement, les siens sont battus en toute fin de match à cause d'un drop de Freddie Burns.
Durant l'intersaison, il participe à la tournée d'été de l'Angleterre en Australie. Il joue les trois matchs de la tournée en tant que titulaire.
En début de saison 2022-2023, il est sélectionné en équipe nationale et participe à trois tests internationaux d'automne 2022, alors qu'il n'était pas appelé dans un premier temps à cause d'une blessure et qu'on pensait qu'il ne serait pas remis à temps pour jouer ces matchs,. Il est ensuite retenu pour le Tournoi des Six Nations 2023. Il est titularisé pour chacune de ces rencontres et marque deux essais dans un tournoi qui voit les Anglais terminer en quatrième position. Ensuite, George retourne jouer avec son club qui est d'abord éliminé en quarts de finale de la Champions Cup par le Stade rochelais mais qui atteint ensuite la finale du championnat. Il est titulaire lors de cette finale remportée 35-25 face aux Sale Sharks. Après cette saison, il est sélectionné avec le XV de la Rose par Steve Borthwick dans un groupe de 41 joueurs pour les matchs de préparation à la Coupe du monde 2023,. Quelques semaines plus tard, il est retenu dans le groupe final pour participer au Mondial,. Il est titularisé lors de trois des quatre matchs de poule, où l'Angleterre termine en première position. Il est ensuite reconduit en tant que titulaire pour le quart de finale remporté 30 à 24 contre les Fidji, et la demi-finale perdue d'un point (15-16) face à l'Afrique du Sud,. Il termine sa Coupe du monde en entrant en jeu lors du match pour la troisième place que son équipe remporte 26 à 23 contre l'Argentine. Les Anglais terminent ainsi troisième de ce Mondial, après avoir perdu en finale quatre ans plus tôt contre cette même équipe sud-africaine.

### Capitaine du XV de la Rose (depuis 2024)
De retour de la Coupe du monde, Jamie George réalise un très bon début de saison 2023-2024 avec les Saracens en marquant quatre essais au cours de ses trois premiers matchs. Il prolonge ensuite son contrat avec son club de deux ans, soit jusqu'en 2026. Il s'est également vu proposer un contrat amélioré par la Fédération anglaise de rugby à XV, devenant ainsi le premier international anglais à signer un contrat hybride de ce type,. Puis, il est sélectionné pour le Tournoi des Six Nations 2024. Meneur d'hommes et respecté par ses coéquipiers, il est par la même occasion désigné, par son sélectionneur, capitaine du XV anglais, prenant la succession d'Owen Farrell qui suspend sa carrière internationale pour des raisons personnelles,.

## Statistiques

### En club
| Saison    | Club     | Championnat  | Championnat | Championnat | Coupe nationale      | Coupe nationale | Coupe nationale | Coupes d'Europe                        | Coupes d'Europe                        | Coupes d'Europe                        |
| Saison    | Club     | Compétition  | M           | Ess.        | Compétition          | M               | Ess.            | Compétition                            | M                                      | Ess.                                   |
| --------- | -------- | ------------ | ----------- | ----------- | -------------------- | --------------- | --------------- | -------------------------------------- | -------------------------------------- | -------------------------------------- |
| 2009-2010 | Saracens | Premiership  | -           | -           | Coupe anglo-galloise | 1               | -               | Coupe d'Europe                         | -                                      | -                                      |
| 2010-2011 | Saracens | Premiership  | 12          | -           | Coupe anglo-galloise | 4               | 2               | Coupe d'Europe                         | 4                                      | -                                      |
| 2011-2012 | Saracens | Premiership  | 17          | 1           | Coupe anglo-galloise | 3               | 1               | Coupe d'Europe                         | 4                                      | -                                      |
| 2012-2013 | Saracens | Premiership  | 14          | -           | Coupe anglo-galloise | 5               | 1               | Coupe d'Europe                         | -                                      | -                                      |
| 2013-2014 | Saracens | Premiership  | 23          | 5           | Coupe anglo-galloise | 2               | 1               | Coupe d'Europe                         | 8                                      | 1                                      |
| 2014-2015 | Saracens | Premiership  | 24          | 3           | Coupe anglo-galloise | -               | -               | Coupe d'Europe                         | 8                                      | -                                      |
| 2015-2016 | Saracens | Premiership  | 12          | 1           |                      |                 |                 | Coupe d'Europe                         | 7                                      | 1                                      |
| 2016-2017 | Saracens | Premiership  | 16          | 6           | Coupe anglo-galloise | -               | -               | Coupe d'Europe                         | 9                                      | 1                                      |
| 2017-2018 | Saracens | Premiership  | 16          | 4           | Coupe anglo-galloise | -               | -               | Coupe d'Europe                         | 7                                      | -                                      |
| 2018-2019 | Saracens | Premiership  | 14          | 5           | Coupe d'Angleterre   | -               | -               | Coupe d'Europe                         | 9                                      | 1                                      |
| 2019-2020 | Saracens | Premiership  | 9           | 2           | Coupe d'Angleterre   | -               | -               | Coupe d'Europe                         | 5                                      | -                                      |
| 2020-2021 | Saracens | Championship | 9           | 5           | édition annulée      | édition annulée | édition annulée | Pas de qualification en Coupe d'Europe | Pas de qualification en Coupe d'Europe | Pas de qualification en Coupe d'Europe |
| 2021-2022 | Saracens | Premiership  | 13          | 4           | Coupe d'Angleterre   | -               | -               | Challenge européen                     | 4                                      | 2                                      |
| 2022-2023 | Saracens | Premiership  | 8           | -           | Coupe d'Angleterre   | -               | -               | Champions Cup                          | 6                                      | 1                                      |
| Total     | Total    | Total        | 187         | 36          | Coupe nationale      | 15              | 5               | Coupes d'Europe                        | 71                                     | 7                                      |

### Internationales

#### Équipe d'Angleterre des moins de 20 ans
Jamie George a disputé 20 matchs avec l'équipe d'Angleterre des moins de 20 ans en deux saisons, prenant part à deux éditions du Tournoi des Six Nations des moins de 20 ans en 2009 et 2010, et à deux éditions du championnat du monde junior en 2009 et 2010. Il a inscrit un seul essai, soit cinq points.

#### XV de la Rose
Au 10 mars 2025, Jamie George compte 100 sélections en équipe d'Angleterre pour 15 essais marqués, soit 75 points. Il a pris part à huit éditions du Tournoi des Six Nations de 2016 à 2024 et à trois éditions de la Coupe du monde en 2015, 2019 et 2023.
Le 9 mars 2025 Il est le premier talonneur anglais à dépasser les 100 sélections avec le XV de la Rose.

## Palmarès

### En club
- Saracens
  - Vainqueur du Championnat d'Angleterre en 2011, 2015, 2016, 2018, 2019 et 2023
  - Finaliste du Championnat d'Angleterre en 2014 et 2022
  - Finaliste de la Coupe d'Europe en 2014
  - Vainqueur de la Coupe anglo-galloise en 2015
  - Vainqueur de la Coupe d'Europe en 2016, 2017 et 2019
  - Vainqueur du Championnat d'Angleterre de 2e division en 2021

### En équipe nationale
- Angleterre -20
  - Finaliste du Championnat du monde junior en 2009

- Angleterre
  - Vainqueur du Tournoi des Six Nations en 2016 (Grand Chelem), 2017 et 2020
  - Vainqueur de la Triple Couronne en 2016 et 2020
  - Finaliste de la Coupe du monde en 2019
  - Vainqueur de la Coupe d'automne des nations en 2020
  - Troisième de la Coupe du monde en 2023

### Distinctions personnelles
- Membre de l'équipe type du Championnat d'Angleterre en 2015, 2017 et 2019